# Taubenturm (Paussac)

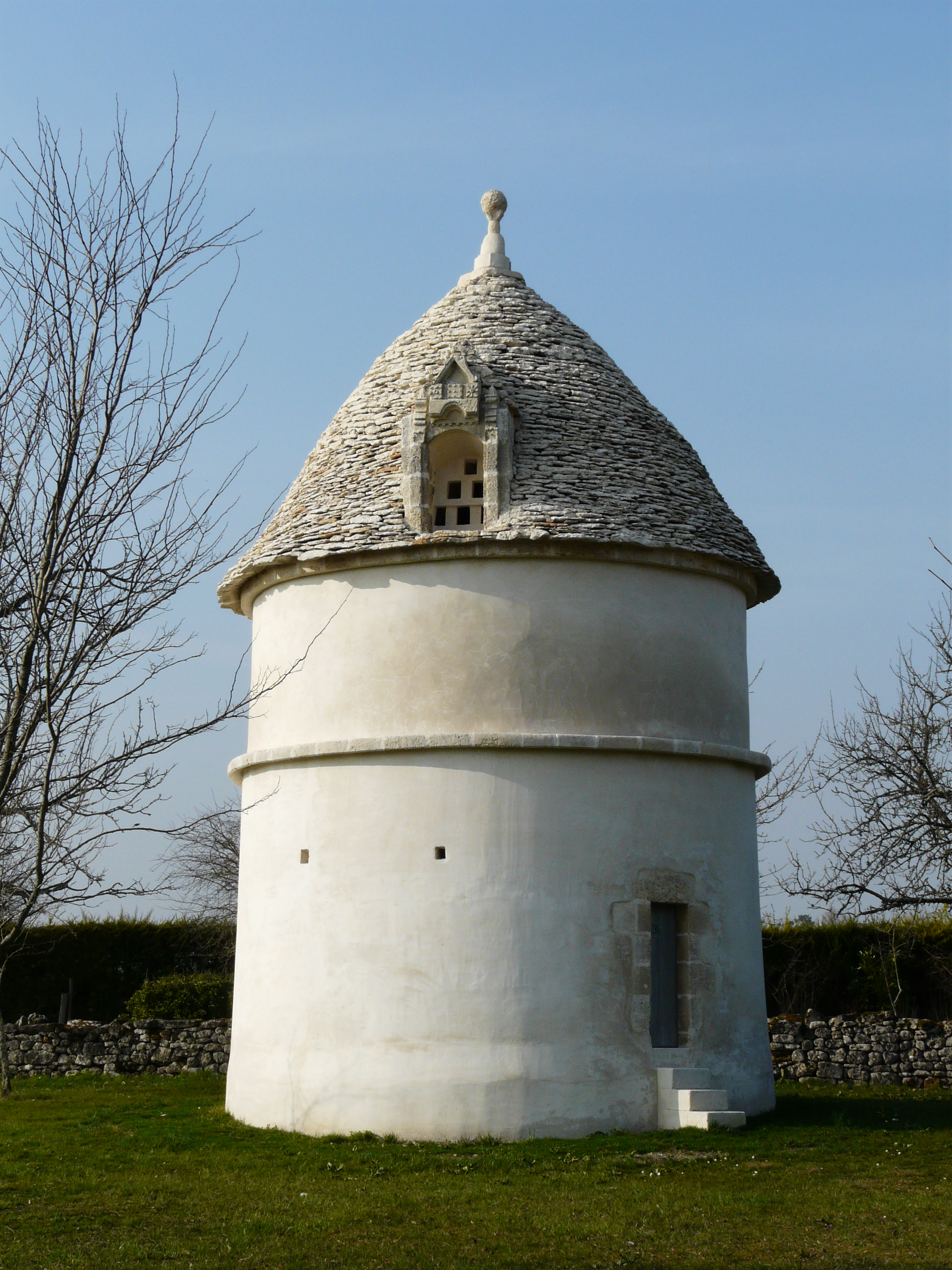
Taubenturm in Paussac

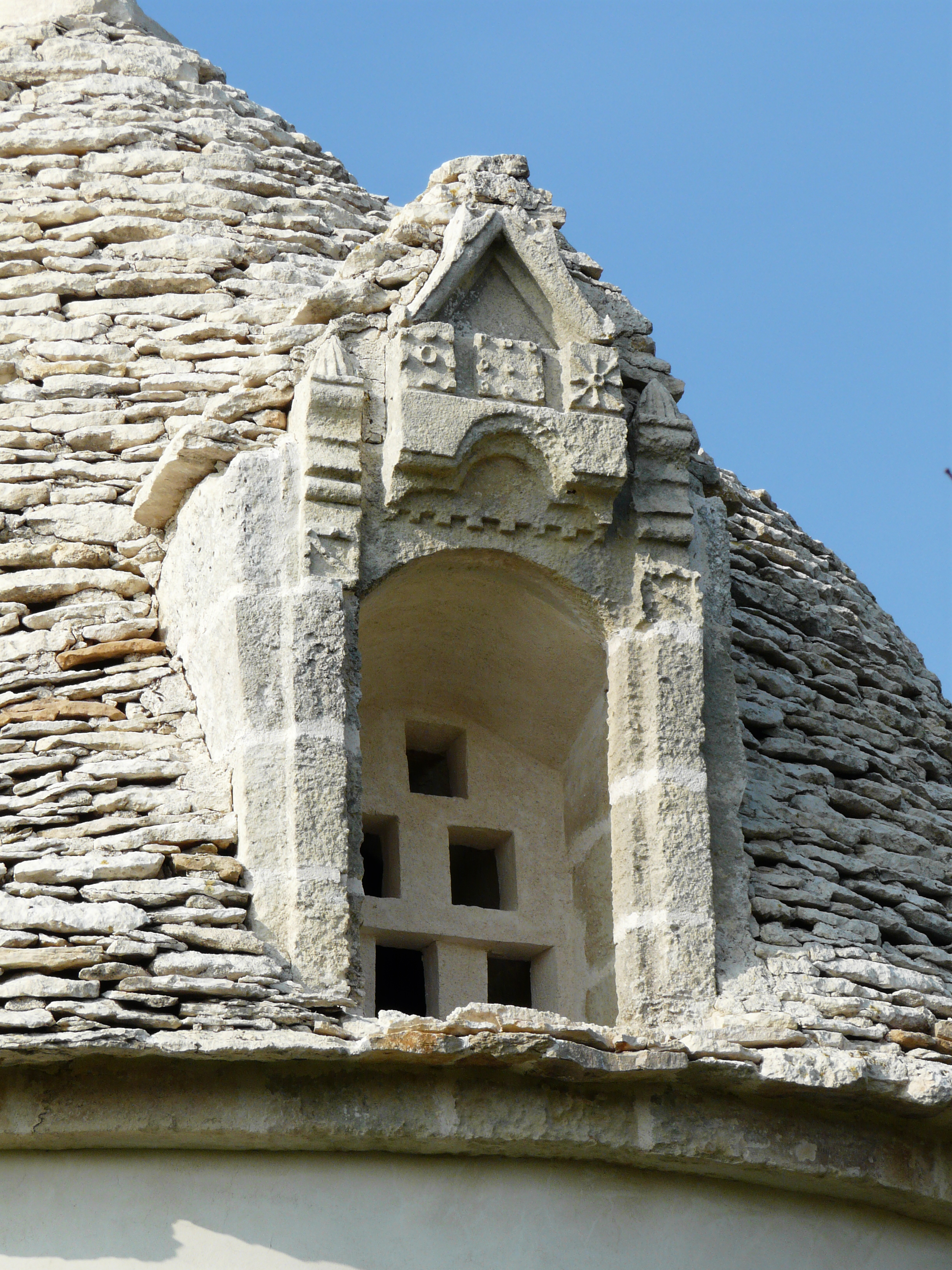
Detail

Der Taubenturm (französisch colombier oder pigeonnier) in Paussac, einem Ortsteil der französischen Gemeinde Paussac-et-Saint-Vivien im Département Dordogne in der Region Nouvelle-Aquitaine, wurde im 17. Jahrhundert errichtet. Der Taubenturm steht südlich des Ortes auf einem Feld.
Der runde Turm aus verputzen Kalksteinblöcken besitzt an der Südseite eine schmale Tür. Zu Beginn des oberen Drittels umschließt ein Gesims aus Stein das Bauwerk. Das Dach ist mit rautenförmigen Steinplatten bedeckt. An der Südwestseite des Daches ist eine schmuckvolle Dachgaube mit sechs Löchern für den Zugang der Tauben angebracht. Das Dach wird von einer Kreuzblume mit Kugel bekrönt.